# Carthaeidae
Carthaeidae — семейство чешуекрылых из надсемейства Шелкопрядовые, представленное всего лишь одним видом — Carthaea saturnioides. Является близкородственным семейству Сатурний и имеет сходство со многими видами семейства, в том числе округлые глазки на крыльях. Размах крыльев до 10 см. Распространен в Западной Австралии. Кормовое растение гусениц — Grevillea. Скорее всего, взрослые особи вылезают из куколок в период с сентября по декабрь.

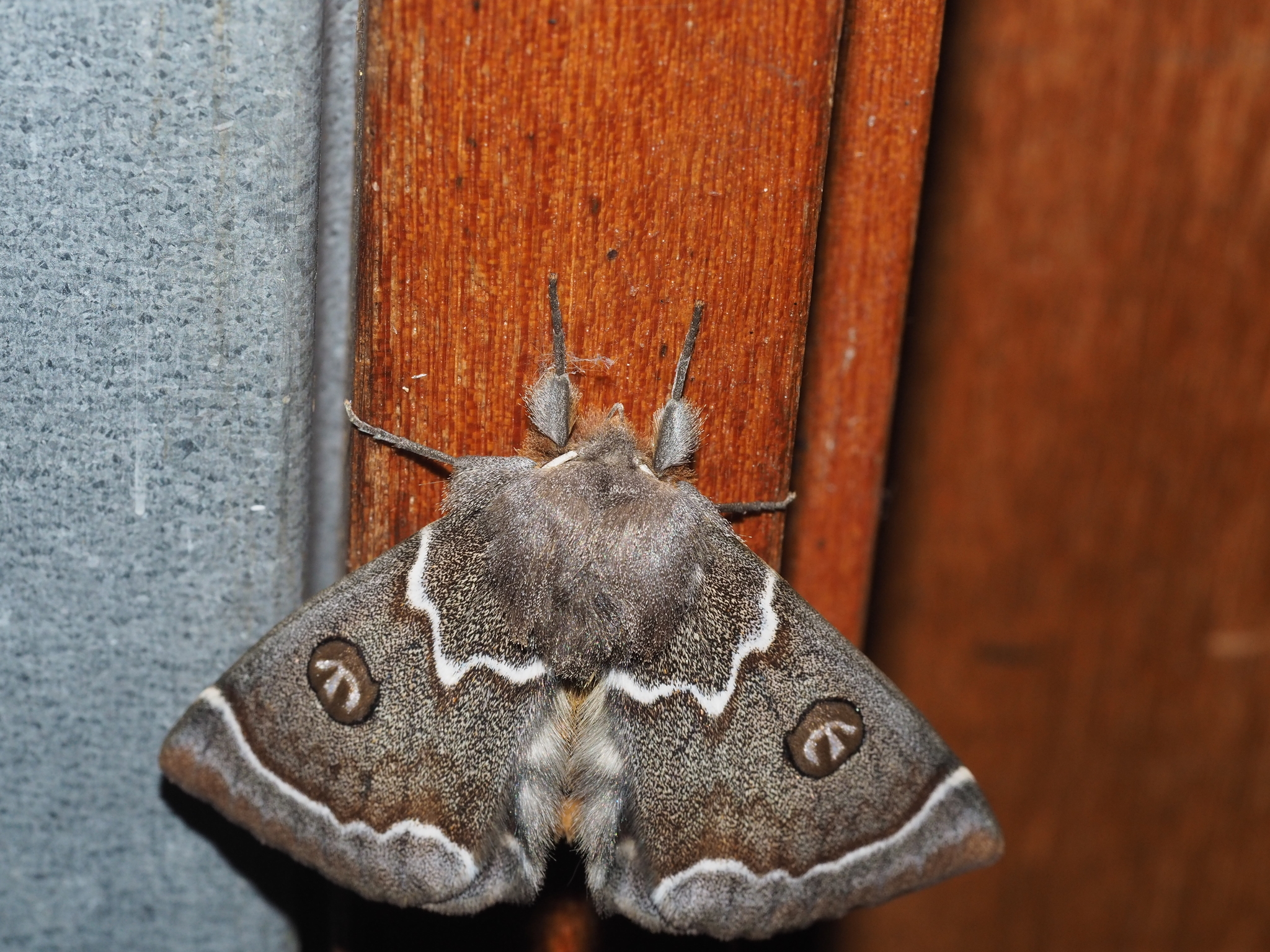
Взрослая особь

## Описание
Голова без глазков и волосков; усики длиннее торакса, усики гребенчатые; к вершине у самца усики с длинными ветвями, зубчатые усики до вершины у самки, ось жгутика чешуйчатая дорсально к вершине у обоих полов, ветви голые; ворсинки хорошо развиты, с густыми щетинками; хоботок длинный и спиральный; максиллярные щупики очень маленькие, 3-члениковые, базальный членик с проксимальной щетинкой, второй и апикальный членики с длинными чешуйками, последний с короткими апикальными выступами; нижнегубные щупики выступающие, 3-члениковые, доходящие почти до основания усиков, второй членик восходящий, вершина прямостоячая или восходящая, базальные два членика утолщены густыми длинными волосковыми чешуйками, вершина тонкая с прижатыми чешуйками. Торакс в длинных густых волосках; ноги покрыты длинными волосковыми чешуйками, передние голени с эпифизом, имеющимся у обоих полов, достигают почти дистального конца голени, медиальные голени с парой длинных сужающихся вершинных шпор, задние голени с парными субапикальными и апикальными шпорами, и внутренние шпоры длиннее наружных; шпоры с прижатыми чешуйками и рассеянными короткими толстыми щетинками, но с голыми вершинами; лапки снизу густо щетинистые, аролиум и пульвиллы хорошо развиты.

### Крылья
Крылья широкие, переднее крыло треугольное, вершина слабо выступающая; ретинакулум у самца в виде ремневидного крючка у основания Sc, у самки же он отсутствует; R1 с длинной ножкой от R2, R3 и R4 до костального пространства, R2 и R3, с более короткой ножкой, от переднего верхнего угла D, к правой стороне угла, М1, от верхнего угла, М2, отходит примерно на равном расстоянии от М1, и М3; М3, от нижнего угла D, Cu2 отсутствует, 1А+2А образует узкую базальную развилку; заднее крыло с хорошо развитым основанием френулума, френулум у самца представляет собой одиночную сильную щетину, у самки есть ряд около десяти коротких, по-видимому, нефункциональных щетинок; хумеральный угол не сильно расширен, Sc отходит от R в основании, но приближается к нему до половины D, где она косо соединяется R, Sc+R, затем расходится и хорошо отделяется от Rs за пределами D, Rs возникает задолго до верхнего угла ячейки, M1, от верхнего угла, M2 возникает примерно на равном расстоянии от M1, и М3, слабее, чем М1 или М3; М3 выходит из нижнего угла клетки, Cu2, отсутствует, 1A простой, 2А рудиментарный, за исключением близи основания, 3А присутствует.

### Гениталии самца
Тегумен широкий, хорошо склеротизованный; ункус сужается кзади, срезан на вершине, с двумя вентральными удлиненными участками щетинок; анальная трубка перепончатая; гнатос с перепончатыми ветвями, соединяющимися в широкую, слаболопатчатую срединную структуру, умеренно склеротизованную и густо покрытую мелкими округлыми, сужающимися и лопатообразными выростами; трубка анеллуса со склеротизованным вентральным полем; винкулум образует округлый вентральный угол; вальва крупная, округлая, умеренно склеротизованная, покрытая щетинками; эдеагус цилиндрический, сильно изогнут к основанию, везика вооружена сильно склеротизованным рогом с зубчатой вершиной.

### Гениталии самки
Анальные папиллы с длинными волосками; задние апофизы тонкие, передние апофизы образуют сильное Y в базальной половине; остиум очень широкий и неглубокий; ламелла в виде широкого сильно склеротизованного кармана с широким задним отверстием, содержащим плотные чешуйки; копулятивная сумка очень короткая; дуктус бурсы короткий и широкий, семинальный дуктус оставляет дуктус бурсы близко к остиуму, бурса представляет собой небольшой мешочек с утолщенными стенками, сигнум отсутствует.

## Гусеница

### Предпоследняя (четвёртая стадия)
Жвалы без вторичных щетинок; первичные щетинки тела булавовидные, черные с белыми вершинами, ложатся на сколи; D1 и D2 на средне- и заднегруди на одиночных крупных сколах с более мелкими вторичными щетинками, на 1-7 сегментах брюшка D1 и D2 на отдельных сколах, на 8 сегменте брюшка DI сколи срослись и увеличились, образуя выступающий дорсальный рог, несущий несколько мелкие вторичные щетинки; SDI и SD2 расположены на одном сколусе на средне- и заднегруди, с около шестью вторичных щетинок, SD1 на единственном дорсальном сколусе дыхальца на 1-8 сегментах брюшка примерно с семью вторичными щетинками; только по одной L щетинке на средне- и заднегруди, L1 и L2 на отдельных сколиях на 1-7 сегментах брюшка, каждая из которых несет дополнительные вторичные щетинки; группа SV на средне- и заднегруди с тремя первичными щетинками на одном сколусе, на сегментах брюшка 1-7 группа SV из трех щетинок, каждая на отдельном вершине; интегумент с рассеянными мелкими тупыми вторичными щетинками, 1-8 сегментов брюшка с заметным латеральным глазковым пятном. Брюшные ложноножки с биординальными крючками в мезоряде, крючки без внутренней шпоры и зубцов, анальные ложноножки массивные.

### Последняя стадия
Сколи отсутствуют; первичные щетинки D, SD и Ll редуцированы до очень маленьких толстых конусов с закругленными вершинами, каждая из которых окружена несколькими очень короткими тупыми вторичными щетинками; L2 на 1-8 сегментах брюшка является короткой сужающейся щетинкой, окружённой примерно четырьмя короткими тупыми вторичными щетинками; группа SV короткая и тупая; 8-й брюшной сегмент горбится сверху, но без спинного рога; интегумент с рассеянными мелкими тупыми вторичными щетинками; сегментов брюшка по 1-8 с выступающим латеральным глазковым пятном, состоящим из дыхальца, слегка асимметрично расположенного в бледно-голубом пятне, окруженном неправильным черным кольцом, которое, в свою очередь, окружено неправильным желтоватым кольцом.

## Куколка
Куколка сильно склеротизованная, тускло-черноватая, места головы, крыльев и придатков морщинистые, брюшко ямчатое, особенно на спинке, где на 1—8-м сегментах имеется передний ряд более глубоких ямок; место глаз маленькое, место ниднечелюстных щупиков обозначено небольшим треугольным склеритом сбоку от глаза, усики гребенчатые с обеих сторон к вершине у самца, доходят почти до кончиков крыльев, место хоботка немного превышает кончики крыльев; 5-й и 6-й брюшные сегменты подвижны, с видимыми вентральными ложноножками, 10-й брюшной сегмент глубоко врезан вентрально, образован и сужается кзади, образуя кремастер с рядом крючковидных щетинок.

## Итог
Поза покоя взрослых особей, привлеченных светом, не отмечалась. Но при стимуляции, которое использовал Common (1966), насекомое вдавило голову и задний конец брюшка, вытянуло передние крылья, наклонив их вперед под углом около 30° к поверхности, на которой стояло насекомое, и таким образом показало глазки задних крыльев. Затем насекомое продолжало ритмично двигать задними крыльями из стороны в сторону. Несколько сходная модель поведения обнаружена у австралийских Antheraea eucalypti и Antheraea helena (Saturniidae). При использовании этого метода, у них тело согнуто так же, но передние и задние крылья ритмично приподняты и опущены.
Blest (1957b) проанализировал демонстрационное поведение ряда павлиноглазок и бражников и пришел к выводу, что оно развилось в результате подготовительных полётных движений бабочек, слишком холодных, чтобы убежать от потенциального позвоночного врага. Он продемонстрировал (Blest, 1957a), что ритмическая демонстрационная активность у Attacini и собственно нимфалид вызывала реакцию бегства у воробьиных птиц, но была более эффективной, когда на крыльях были пятна с глазами. Как заметил Blest, защитное демонстративное поведение ни в коем случае не ограничивается павлиноглазками, а развилось независимо в нескольких других семействах чешуекрылых, у которых на крыльях есть глазные пятна. Демонстративное поведение, например, было отмечено  у крупной бабочки Gastrophora henricaria, у которой голова опущена, а брюшко и крылья почти вертикальны, обнажая глазное пятно под передним крылом. Таким образом, в качестве доказательства таксономического сходства наличие сходного поведения при отображении следует использовать с осторожностью. Тем не менее, интересно отметить, что Carthaea демонстрирует ритмические проявления, сходные с таковыми у некоторых Saturniidae.
Bombycoidea, как принято Turner (1947), Michener (1952) и  Richard and Davies (1957), включают как группы семейства павлиноглазок, так и шелкопрядов. Carthaeidae, по-видимому, ближе к группе павлиноглазок, имея несколько общих признаков с неотропическими Oxytenidae и Cercophanidae (Jordan 1924) и неотропическими Rhescyntinae. Michener (1952) считал, что эти три семейства имели общее происхождение. Carthaeidae, однако, очевидно, более примитивны и обладают некоторыми признаками, которые предполагают связь с Eupterotidae и Bombycidae, а через них с Anthelidae. У всех Bombycoidea хетоземата и глазки отсутствуют.